# 森を駈ける恋人たち
「森を駈ける恋人たち」（もりをかけるこいびとたち）は、麻丘めぐみの通算4枚目のシングル。1973年4月30日発売。

## 解説
- 初の作詞:山上路夫による作品である。

## 収録曲
- 全曲作詞：山上路夫

1. 森を駈ける恋人たち
作曲・編曲：筒美京平
2. そよ風のテラス
作曲・編曲：高田弘

## 収録作品
- 麻丘めぐみBOX 72-77
- GOLDEN☆BEST 麻丘めぐみ

## カバー
- 森昌子（1973年）- スタジオ・アルバム『白樺日記～マコ初恋へのあこがれ』（1973年10月1日、徳間ジャパン）収録
- 桜田淳子（1974年）- スタジオ・アルバム『三色すみれ』（1974年3月25日、ビクター音楽産業）収録